# VV Heerenveen in het seizoen 1968/69
Het seizoen 1968/1969 was het 15e jaar in het bestaan van de Heerenveense betaaldvoetbalclub Heerenveen. De club kwam uit in de Tweede divisie en eindigde daarin op de negende plaats. Tevens deed de club mee aan het toernooi om de KNVB beker, hierin werd in de derde ronde, na verlenging, verloren van Vitesse (1–2).

## Wedstrijdstatistieken

### Tweede divisie
|       | AGOVV | Baronie | SC Drente | EDO   | Excelsior | Fortuna | Gooiland | De Graafschap | Hermes DVS | Limburgia | NOAD  | PEC   | Roda JC | Velox | FC VVV | ZFC   | Zwolsche Boys |
| ----- | ----- | ------- | --------- | ----- | --------- | ------- | -------- | ------------- | ---------- | --------- | ----- | ----- | ------- | ----- | ------ | ----- | ------------- |
| Thuis | 1 – 0 | 0 – 0   | 0 – 0     | 5 – 1 | 1 – 2     | 1 – 0   | 2 – 2    | 0 – 0         | 4 – 1      | 1 – 0     | 4 – 0 | 2 – 0 | 3 – 1   | 2 – 1 | 4 – 1  | 1 – 1 | 1 – 3         |
| Uit   | 2 – 0 | 1 – 0   | 2 – 0     | 1 – 3 | 1 – 1     | 2 – 0   | 3 – 2    | 2 – 0         | 0 – 3      | 2 – 2     | 2 – 0 | 0 – 0 | 2 – 1   | 1 – 1 | 1 – 1  | 1 – 0 | 1 – 0         |

### KNVB Beker
| 1e ronde                                              | Heerenveen                                          | 3 – 1 (1 – 0)                      | Telstar                                  |
| 15 september 1968 Plaats: Heerenveen J.H. Kruisstraat | Herman Hofstra 35' Thomas Haan 65' Henk Prinsen 81' |                                    | 51' Ruud Geestman                        |
| 2e ronde                                              | Heerenveen                                          | 2 – 1 (1 – 1, 1 – 1) Na verlenging | Excelsior                                |
| 10 november 1968 Plaats: Heerenveen J.H. Kruisstraat  | Wiebe de Jong 28' Henk Zoetendal 93'                |                                    | 38' Eddy Blok                            |
| 3e ronde                                              | Heerenveen                                          | 1 – 2 (1 – 1, 0 – 1) Na verlenging | Vitesse                                  |
| 9 maart 1969 Plaats: Heerenveen J.H. Kruisstraat      | Thomas Haan 52'                                     |                                    | 23' Chris de Vries 112' Piet van Kerkhof |

## Statistieken Heerenveen 1968/1969

### Eindstand Heerenveen in de Nederlandse Tweede divisie 1968 / 1969
| Stand | Gespeeld | Gewonnen | Gelijk | Verloren | Punten | Doelpunten voor | Doelpunten tegen |
| ----- | -------- | -------- | ------ | -------- | ------ | --------------- | ---------------- |
| 9e    | 34       | 12       | 10     | 12       | 34     | 46              | 38               |

### Topscorers
| #      | Naam           | Goal |
| ------ | -------------- | ---- |
| 1.     | Thomas Haan    | 13   |
| 2.     | Roel Huitema   | 9    |
| 3.     | Herman Hofstra | 6    |
| 4.     | Henk Zoetendal | 5    |
| 5.     | Kees Kist      | 4    |
| 6.     | Ido Bunnig     | 2    |
| 6.     | Guus Joustra   | 2    |
| 6.     | Henk Prinsen   | 2    |
| 6.     | Hans Zwart     | 2    |
| 10.    | Eise Bosma     | 1    |
| Totaal | Totaal         | 46   |

| #      | Naam           | Goal |
| ------ | -------------- | ---- |
| 1.     | Thomas Haan    | 2    |
| 2.     | Herman Hofstra | 1    |
| 2.     | Wiebe de Jong  | 1    |
| 2.     | Henk Prinsen   | 1    |
| 2.     | Henk Zoetendal | 1    |
| Totaal | Totaal         | 6    |

## Voetnoten
AGOVV · Baronie · SC Drente · EDO · Excelsior · Fortuna · Gooiland · De Graafschap · Heerenveen · Hermes DVS · Limburgia · NOAD · PEC · Roda JC · Velox · FC VVV · ZFC · Zwolsche Boys